# Toronto Transit Commission
La Toronto Transit Commission (TTC) è un'agenzia di trasporto pubblica che opera con autobus urbano, tram, trasporto a chiamata  e servizi di trasporto rapido a Toronto in Canada.

## Storia
Nacque nel 1921 e ora comprende 4 linee di trasporto rapido con 75 stazioni, 192 linee di autobus e 10 linee di tram.